# Людовик IX
Людо́вик IX Святой (фр. Louis IX, Saint Louis; 25 апреля 1214, Пуасси, метрополия Франции — 25 августа 1270, Тунис) — король Франции в 1226—1270 годах. Сын короля Франции Людовика VIII Льва и Бланки Кастильской. Представитель династии Капетингов. Руководитель 7-го и 8-го крестовых походов. Канонизирован Католической церковью в 1297 году. Он «способствовал радикальному повышению авторитета монархии и установлению приоритета французского королевства в Западной Европе».

## Биография

### Начало правления
Из-за ранней смерти отца Людовик взошёл на трон, будучи двенадцатилетним мальчиком. Мать Людовика Бланка Кастильская — умная, волевая и религиозная женщина — имела огромное влияние на сына. После смерти мужа она стала регентом и смогла укрепить авторитет королевской власти. Красивый и изящный, Людовик интересовался в юности разными рыцарскими забавами. В 1234 году он женился на Маргарите Прованской, дочери графа Прованса Раймунда Беренгера IV.
Вступление Людовика в управление государством мало повлияло на политику правительства, поскольку королевская власть к тому времени была уже достаточно сильной. Людовику не составляло труда сохранять свой авторитет среди вассалов. В 1242 году английский король Генрих III Плантагенет предпринял попытку вернуть утраченные владения своих предков в областях по Гаронне, но потерпел поражение в битве при Тальебуре. Однако, следуя принципам справедливости, Людовик не стал извлекать выгоду из победы. Вопреки советам своих приближённых, он добровольно уступил Генриху часть территорий, отнятых у Англии ещё при Филиппе II Августе.

### Седьмой крестовый поход
В 1244 году французский король Людовик тяжело заболел и, в знак своей веры, дал обет отправиться в крестовый поход. В Сен-Дени он принял символы паломника — хоругвь, перевязь и посох, а в Лионе получил благословение от Папы Иннокентия IV. В сентябре 1248 года Людовик с крестоносным войском прибыл на Кипр, а весной 1249 года достиг египетского побережья у города Дамиетта, который был захвачен 6 июня. Продолжив поход, он подошёл к Мансуре в 1250 году, однако силы крестоносцев оказались подорваны внутренними распрями и неразберихой в лагере.
Во время отступления к Дамиетте сарацины догнали Людовика и взяли его в плен; король откупился огромной суммой денег и возвращением Дамиетты. В мае 1250 года Людовик отплыл из Египта, но оставался 4 года (1250—1254) в Сирии, дожидаясь новых крестоносцев и поддерживая христиан в Палестине, заводил отношения с азиатскими государями, укреплял Яффу, Акко, Кесарию и Сидон. Узнав о смерти матери, монарх вернулся во Францию после шестилетнего отсутствия и ревностно принялся за государственные дела.

### Государственная деятельность
Людовик с уважением относился к правам своих вассалов, хотя уже не считался «первым среди равных», а был полноправным государем. Он внёс значительный вклад в реформирование судебной системы. Устранив недостатки феодального строя, который не предусматривал верховного суда на уровне королевства, Людовик утвердил право короля вмешиваться в дела своих подданных. Он запретил судебные поединки и частные войны, а также предоставил возможность обжаловать решения местных судов в королевском суде. Сохранилось предание о том, как Людовик после обедни выходил из дворца, садился под дубом и лично выслушивал жалобы своих подданных.
При Людовике Святом королевская судебная власть значительно усилилась, а главным судебным органом стал Парижский парламент, включавший пэров и юристов. Людовик лично контролировал все сферы государственной администрации, уделяя особое внимание её эффективности. Большое влияние при дворе приобрели легисты, чья деятельность значительно способствовала укреплению королевской власти.
При Людовике был составлен свод норм обычного права и законов, позже, в 1272 году, оформленный как «Установления Людовика Святого» (фр. Établissements de Saint Louis). Король с достоинством защищал интересы Франции от посягательств Рима, а французское духовенство чаще поддерживало его и светскую власть, нежели папский престол. В марте 1269 года Людовик издал «Прагматическую санкцию», которая укрепляла независимость французской церкви от Рима, отменяла денежные поборы и взносы в пользу римской курии.
Во время конфликта между Фридрихом II Штауфеном и папой Иннокентием IV Людовик открыто осуждал действия понтифика, отстаивая баланс светской и духовной власти.
В декабре 1254 года был обнародован «Великий ордонанс», переработанный в 1256 году, который внёс значительные изменения в местное управление. В соответствии с этим документом система превоте была усовершенствована: страна была разделена на двадцать чётко обозначенных округов, возглавляемых королевскими чиновниками — бальи. Хотя бальи стали передавать свои должности по наследству, формируя своего рода служебные династии, их деятельность оставалась под строгим и централизованным контролем со стороны королевской власти.
Впервые в истории французского законодательства ордонанс 1254 года декларировал право короля на признание в качестве основного юридического принципа презумпцию невиновности: «Чтобы никто не лишался своего права без признания вины и без суда» (лат. nemo sine culpa vel causa privandus est jure suo), исключая обязательное применение пыток.
При Людовике Святом происходит упорядочение королевского архива, хранившего важнейшие хартии. Созданная им Палата (фр. Chambre) занималась хранением не только дворцовых драгоценностей и одежды, но и важнейших документов, специально для которых в структуре Палаты была организована «Сокровищница хартий» (фр. Tresor des Chartes), за которую отвечали камергер Готье де Немур и епископ Герен. Она располагалась в специальной пристройке к возведённой в 1248 году часовне Сент-Шапель на острове Сите.
Согласно ордонансам 1262 и 1265 годов, упорядочена была денежная система: теперь монеты королевской чеканки, в отличие от монет местного значения, имели хождение на территории всей Франции. В отличие от них, деньги сеньоров, сохранявших право чеканки собственной монеты, отныне имели хождение исключительно на принадлежавших им землях.

### Покровитель наук и искусств
Людовик любил книги и искусство. Его называют Периклом средневекового зодчества. Он усердно воздвигал храмы: к его времени относятся собор в Реймсе, церковь Сент-Шапель в Париже, монастырь Ройомон и др.
Его духовник и биограф Жоффруа из Больё рассказывает, что в своём завещании он оставил монахам-францисканцам Парижа, цистерцианцам Руаймона и доминиканцам Компьеня свою библиотеку, справедливо разделив её на равные части. Историю этого книжного собрания Жоффруа излагает так: «Король, будучи за морем, слышал, как рассказывали о великом султане сарацин, что он приказал тщательно разыскивать, переписывать и сохранять в своем дворце все труды, кои могли быть полезны философам его религии, дабы они могли прибегать к ним всякий раз, когда в том возникнет необходимость. Рассудив, что сыновья тьмы воистину более предусмотрительны, чем сыны света, и первые более привержены своим заблуждениям, чем вторые — христианской истине, благочестивый король принял решение, что, когда вернется во Францию, велит за свои счет переписать все книги, относящиеся к Святому Писанию, полезные и подлинные, какие только смогут найти в библиотеках различных аббатств, с тем чтобы он сам и его клирики и монахи могли учиться по ним к их пущей выгоде и для обучения ближнего. По возвращении он воплотил свой замысел и велел выделить под книги надежное и удобное место в сокровищнице его капеллы в Париже. Он прилежно собрал там самое великое число, какое мог найти, произведений, составленных во времена Святого Августина, Святого Иеронима и Святого Григория, а также книги других отцов Церкви; и когда у него было время, он сам изучал их с огромным удовольствием и охотно одалживал другим, чтобы их обучать. Он предпочитал, чтобы делали копии с этих работ, чем покупать уже существующие копии, и говорил, что число этих книг и польза от них только растут».
Во второй половине 1240-х годов Людовик посещал в цистерцианском аббатстве Руайомон лекции известного богослова и энциклопедиста Винсента из Бове, сделав его сначала своим духовником и наставником своих сыновей, а после поручив ему составить универсальную энциклопедию тогдашних знаний — «Великое зерцало». В редактировании её исторической части он, вероятно, принимал личное участие, помогая, помимо прочего, Винсенту, приобретать необходимые для работы манускрипты или заказывать их у переписчиков.

### Гонения на иудеев
Ещё в 1230 году, во время регентства Бланки Кастильской, юный Людовик IX издал «Указ об иудеях», запрещающий ростовщичество и задержание евреев, принадлежавших другому сеньору, который подписал 21 барон.
В 1239 году папа Григорий IX распорядился изъять у евреев все экземпляры Талмуда. Людовик в связи с этим организовал в 1240 году «диспут христиан и иудеев» (точнее, католических и иудейских священнослужителей), по итогам которого священная книга последователей иудаизма была осуждена. В 1242 году в Париже сожгли 22 воза с Талмудами, изъятыми у евреев; впоследствии несколько раз повторялись менее масштабные акции.

### Восьмой крестовый поход. Смерть в Тунисе
Неудача Седьмого крестового похода не охладила энтузиазм французского короля Людовика IX, который в 1267 году получил от папы римского Климента IV разрешение отправиться в военную экспедицию на Святую землю. В марте 1270 года он отправился в Тунис, надеясь на обращение халифа Мухаммада I аль-Мустансира в христианство. Ожидая прибытия с воинской помощью графа Прованса и короля Сицилии Карла I Анжуйского, Людовик бездействовал. В войске крестоносцев началась эпидемия смертельной болезни. 3 августа умер сын Людовика Жан Тристан, и в тот же день заболел и сам Людовик. Однако больной король продолжал руководить армией и даже принимал послов императора Византии Михаила VIII Палеолога.
25 августа 1270 года Людовик IX скоропостижно скончался от цинги, а через 2 дня его сын дофин Филипп был провозглашён новым королём Франции.
Тело Людовика IX было перевезено его младшим братом Карлом Анжуйским на Сицилию и погребено в соборе Монреале, где и сейчас в алтаре, посвящённом Людовику, хранится урна с его внутренностями. В мае следующего 1271 года останки Людовика были перенесены в Сен-Дени.

## Канонизация
Сразу после кончины Людовика вопрос о его канонизации был поднят его сыном королём Филиппом III Смелым и поддержан многими влиятельными лицами во Франции. Спустя 27 лет, в августе 1297 года, булла «Gloria laus» папы Бонифация VIII провозгласила его святым. Так Бонифаций пытался восстановить добрые отношения с Филиппом IV Красивым. Людовик был канонизирован под именем св. Людовика Французского; он стал первым святым среди французских королей, если не считать Дагоберта II, причисленного к святым до официальной кодификации процедур канонизации.

Именем св. Людовика названо множество католических храмов как во Франции, так и за её пределами, в том числе, в Риме — базилика Сан-Луиджи-деи-Франчези и Храм Святого Людовика Французского в Москве, а также собор на холме Бирса, предполагаемом месте смерти короля (в черте современного города Тунис).

## Семья

### Жена и дети
- Жена: (с 27 мая 1234, кафедральный собор, Санс) Маргарита Прованская (1221—1295), дочь Раймунда Беренгера IV (1199—1245), графа Прованса, и Беатрисы Савойской (1198—1266). Имели одиннадцать детей:

1. Бланка (11 июля 1240 — 29 апреля 1243).
2. Изабелла (18 марта 1242 — 28 января 1271); муж: с 1255 года Тибо II Молодой, король Наварры и граф Шампани
3. Людовик (25 февраля 1244 — январь 1260).
4. Филипп III (1 мая 1245 — 5 октября 1285), преемник Людовика на королевском престоле
5. Жан (1247—1248).
6. Жан Тристан (1250 — 3 августа 1270), граф Невера.
7. Пьер (1251 — 6 апреля 1284), граф Алансона и Перша с 1269, по жене граф Блуа, Шартра и Шатодёна.
8. Бланка (1253—1323); муж: Фернандо де ла Серда (1253—1275), старший сын и несостоявшийся наследник Альфонса X Мудрого, короля Кастилии
9. Маргарита (1254—1271), жена Жана I, герцога Брабантского (с 1270).
10. Роберт де Клермон (1256 — 7 февраля 1317), граф де Клермон, по жене сеньор де Бурбон.
11. Агнесса (1260 — 19 декабря 1325), муж: с 1279 Роберт II, герцог Бургундии.

## Интересные факты
- Во Франции Людовик традиционно считается[кем?] святым покровителем парикмахеров.
- Имя Людовика через название Миссии Сан Луис Рей перешло на название одного из племён индейцев Калифорнии луисеньо.
- В честь Людовика названы город Сент-Луис в американском штате Миссури и мексиканский штат Сан-Луис-Потоси.